# Средня
Сре́дня (болг. Средня) — село в Шуменській області Болгарії. Входить до складу общини Шумен.

## Населення
За даними перепису населення 2011 року у селі проживали 314 осіб.
Національний склад населення села:
| Національність   | Кількість осіб | Відсоток |
| ---------------- | -------------- | -------- |
| турки            | 251            | 79,9%    |
| болгари          | 62             | 19,7%    |
| інша             | 0              | 0%       |
| Всього відповіли | 314            |          |

Розподіл населення за віком у 2011 році:
Динаміка населення: